# David Alden
Pour les articles homonymes, voir Alden.
David Alden (né le 16 octobre 1949 à New York) est un prolifique metteur en scène de théâtre et réalisateur de films, connu pour ses mises en scène post-modernistes à l'opéra.
Il est le frère jumeau de Christopher Alden, également directeur d'opéra, dans le moule révisionniste. Les deux frères ont couvert une grande partie du même répertoire dans leurs longues carrières, mais, alors que les productions d'opéra de Christopher mettent davantage l'accent sur la portée émotionnelle de ses personnages, les protagonistes de David sont plus largement caricaturés et ses productions beaucoup plus chargées politiquement. Autre caractéristique distinctive entre eux : David est plus actif en Europe tout au long de sa carrière, après avoir bénéficié d'un partenariat créatif particulièrement étroit avec Peter Jonas pendant plus de deux décennies, à la fois à l'English National Opera et au Bayerische Staatsoper.

## Biographie
David Alden et son jumeau, Christopher, sont nés dans une famille de l'Industrie du spectacle étroitement liée à Broadway. Leur père était le dramaturge Jerome Alden et leur mère, la danseuse Barbara Gaye, qui a travaillé pour les productions originales d'On the Town et Annie Get Your Gun avec Ethel Merman. À huit ans, ils écoutent les enregistrements des opérettes de Gilbert & Sullivan, et adolescents, au milieu des années 1960, ils achètent souvent des billets de places debout au Metropolitan Opera. Dès leurs 13 ans, tous deux avaient décidé qu'ils voulaient faire de la mise en scène à l'opéra.
David étudie à l'Université de Pennsylvanie et, comme son frère, lance sa carrière de réalisateur avec l'Opéra d'Omaha dans les années 1970. En 1976, il visite l'Europe, se plongeant dans le courant culturel des directeurs d'opéra contemporains tels que Giorgio Strehler, Harry Kupfer, Hans Neuenfels et Ruth Berghaus. Génération d'héritiers directs au mouvement expressionniste et, en particulier, de Bertolt Brecht.  Pour Alden, ces rencontres ont été une révélation, qui lui a permis d'ouvrir l'intense passion qu'il cherchait à exprimer dans le théâtre musical. Sa première production européenne à la fin des années 1970 est un Rigoletto pour le Scottish Opera qui, dit-il, est éreinté par les critiques, car « en Angleterre, il était encore trop tôt pour parler directement au public avec le style que je tentais et lieu passion et la schizophrénie sur la scène. »
En 1980, Alden est engagé par le Metropolitan Opera pour remplacer Herbert Graf pour la reprise de Wozzeck ainsi qu'en 1985 et 1988. Ainsi que John Rockwell l'a noté dans le  The New York Times, « La mise en scène d'Alden… est influencée par les films de l’expressionnisme comme Le Cabinet du docteur Caligari, plein de silhouettes étrange et de zombies titubants. »

### Opéra national anglais
En 1984, Peter Jonas (en) – ancien directeur artistique du Chicago Symphony Orchestra – est nommé successeur de George Lascelles comme directeur général de l'English National Opera. Avec le directeur musical Mark Elder et metteur en scène David Pountney, ils deviennent le triumvirat intitulé « Power House » qui a revigoré la direction artistique de l'English National Opera (ENO) avec une série d'interprétations modernistes d'opéras classiques ainsi que des productions de nouveautés. Cette année-là, David Alden met en scène une production de l'ENO du Mazeppa de Tchaïkovski devenu emblématique de la nouvelle ère. À la fin de l'acte II, lorsque le héros Kochubey et son ami Iskra sont traînés au billot, Alden choque le public avec un horrible massacre à la tronçonneuse, qui donne le ton pour la scène de la folie sanglante de l'acte III, et pour toujours consacré sa production dans l'esprit des amateurs d'opéra de Londres comme « le Mazeppa tronçonneuse » qui « est devenu une sorte de raccourci pour l'ensemble du projet Jonas – brutal, sans concession, intransigeant, l'ultime succès de scandale. » Ni Mazeppa, ni Simon Boccanegra, ni Un ballo in maschera – ou l'une des autres productions de la « Power House » n'a été conservés sur bande vidéo.
Au cours décennie suivante, Alden continue dans son rôle de provocateur et collaborateur clé de l'ENO « Power House » dans Giuseppe Verdi (Simon Boccanegra et Un ballo in maschera), George Frideric Handel (Ariodante), Hector Berlioz (La Damnation de Faust), Richard Wagner (Tristan und Isolde) et plus récemment, la production 2006 du Jenůfa de Leoš Janáček qui a remporté le Laurence Olivier Awards pour la meilleure nouvelle production d'opéra.

### Opéra de Bavière
En 1993, Peter Jonas devient intendant du Bayerische Staatsoper, et jusqu'à son départ en 2006, il fait des productions de David Alden un des piliers de son mandat. Notamment une série Haendel, avec Ariodante, Orlando, Rinaldo et Rodelinda ; Claudio Monteverdi avec L'incoronazione di Poppea et Il ritorno d'Ulisse in patria ; Richard Wagner avec Tannhäuser et Der Ring des Nibelungen ; La Calisto de Francesco Cavalli, La forza del destino de Verdi, La Dame de pique de Tchaikovski et le Lulu d'Alban Berg.
Au Festival d'opéra de Munich en 2006, le Staatsoper pour célébrer son association avec Alden, relance huit de ses productions. En outre, il reçoit le prix spécial du théâtre bavarois pour son œuvre artistique, en reconnaissance de ses contributions artistiques à l'Opéra d'État de Bavière.

### Carrière en Europe
En Europe, Alden a également produit des opéras pour l'Opéra national du Pays de Galles, le Volksoper de Vienne et l'Opéra comique de Berlin. Il met en scène une nouvelle production de Thomas Adès, « Powder Her Face » pour le Festival d'Aldeburgh et monte des opéras à Cologne, Francfort, Anvers et Graz. En 1995 il dirige à Tel Aviv la première mondiale du Joseph de Josef Tal – une histoire kafkaïenne sur les normes et les illusions de la société moderne.
En 2009 Alden dirige Ercole Amante de Francesco Cavalli pour l'Opéra national des Pays-Bas d'Amsterdam (De Nederlandse Opera) qui a reçu beaucoup de critiques élogieuses et de retour avec la même équipe artistique pour mettre en scène Deidamia de Haendel en mars 2012.

### Aux États-Unis
Les collaborations avec des opéras américains d'Alden comprennent l'Opéra lyrique de Chicago, le Metropolitan Opera, le Houston Grand Opera et le Festival américain de Spoleto. Il a créé les première américaines de Judith de Siegfried Matthus pour l'Opéra de Santa Fe (en) et Le Roi Roger de Karol Szymanowski pour l'Opéra de Long Beach, une production très déconstructionniste comme le rapporte The New York Times : « l'opéra attend toujours une véritable première américaine. » En 1990, il monte la création mondiale de l'opéra cabaret de William Bolcom, Casino Paradise au Festival américain de musique de théâtre de Philadelphie et en 1992, il codirige – avec son frère Christopher – les trois opéras de Mozart/Da Ponte dans une production pour le Chicago Symphony Orchestra sous la direction de Daniel Barenboim.
Pour le film et la télévision, Alden dirige en 1997, le Die Winterreise de Franz Schubert avec le ténor Ian Bostridge accompagné par Julius Drake ; le Die sieben Todsünden de Kurt Weill ainsi qu'un documentaire pour la BBC sur la vie de Verdi. Plusieurs de ses productions scéniques ont été filmés pour une plus large diffusion.

### Opéra, théâtre politique
Les mises en scènes des opéras de David Alden sont connues pour leur expression de la rage de la condition humaine. Il a également été à la pointe pour présenter l'opéra comme un commentaire sur les affaires historiques en cours et les politiques actuelles. Sa production du Wozzeck de Berg en pour l'Opéra de Los Angeles a été remaniée comme un conte de l'ère Guerre du Viêt Nam et de la corruption morale où « Wozzeck et ses acolytes sont un peloton de bérets verts à machettes et M-16 », où « le Capitaine est un skinhead mâchouillant son cigare, en treillis et sac à dos » et fait d’« évasions oniriques de la réalité... Wozzeck rentre chez sa petite amie Marie, après une dure journée de défoliation des forêts et de chasse aux Viet Cong. De toute évidence, l'apocalypse d'Alden est ici et maintenant. »
Sa première production de Salome de Richard Strauss en 2006, présenté en Lituanie, évite le temps biblique original d'Oscar Wilde, pour y substituer le cadre de l'ère soviétique plus contemporaine, exposant « cinquante ans d'occupation, de répression et de persécution » avec Hérode dépeint comme un débauché « dictateur qui ressent l'approche de la fin de son régime. »
Et si la mise en scène d'Alden de Rinaldo à Munich en 2000, est pré-11 septembre et avant la Guerre d'Irak de George W. Bush, il a l'intuition en temps opportun, de déplacer l'action de l'opéra de l'époque médiévale des Croisés de la Gerusalemme liberata du Tasso, pour le Moyen-Orient de l'époque moderne et à « [faire] ce quelque chose d'une croisade religieuse d'un américain de la droite radical... [mettant] au centre de la scène l'auto-promotion d'un chrétien protestant évangéliste contemporain. »